# Waterzuring
Waterzuring (Rumex hydrolapathum) is een vaste  plant die behoort tot de duizendknoopfamilie (Polygonaceae), die van nature voorkomt in Europa. 
De plant komt voor aan de oevers bij zoet oppervlaktewater, in rietkragen, zeggemoerassen en uiterwaarden.

## Kenmerken
De plant wordt tot 1,5 m hoog en behoort hiermee tot de grootste inheemse zuringsoorten.
De waterzuring heeft een korte niet vertakkende, horizontale wortelstok. De wortelbladeren zijn bijna een meter lang, leerachtig en lancetvormig.
De roodbruine vruchtkleppen (binnenste bloemdekbladen die later het nootje omvatten) zijn driehoekig en iets langer dan breed. Alle drie de kleppen dragen een knobbel.
De vrucht is een nootje.
Waterzuring is een belangrijke waardplant voor de grote vuurvlinder (Lycaena dispar).
In duinplassen komt op de waterzuring de bruine zuringsnuittor (Lixus barbane) voor.

## Toepassingen
Vroeger werd de plant in het voorjaar gebruikt als bron van vitamine C.